# TRIDEC

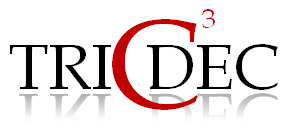
TRIDEC Projektlogo

TRIDEC – Collaborative, Complex and Critical Decision-support in Evolving Crisis  ist ein gemeinsames Forschungs- und Entwicklungsprojekt von 10 europäischen Forschungsinstituten, Unternehmen und Universitäten. Im Rahmen von TRIDEC sollen innovative Technologien zur Unterstützung von Entscheidungsprozessen im Erdmanagement der Zukunft erforscht und entwickelt werden.
Das Projekt wird im 7. Forschungsrahmenprogramm der Europäischen Union in der Förderlinie Kooperation/ICT unter dem Thema „Intelligentes Informationsmanagement“ mit 6,8 Millionen Euro gefördert.

## Software
In TRIDEC werden neue Architekturen und Werkzeuge entwickelt, um Krisensituationen zu überwinden und Schäden oder negative Einflüsse nach Möglichkeit durch angepasste Entscheidungen abzuwehren.
Zentrale Herausforderung ist die Konzeption und Entwicklung einer offenen Plattform für interoperable Dienste, die ein intelligentes, ereignisgesteuertes Management von sehr großen Datenmengen und vielfältigen Informationsflüssen in Krisensituationen ermöglicht. Darauf aufbauend wird in TRIDEC eine Software-Umgebung entwickelt, die eine effiziente Zusammenarbeit von Entscheidungsträgern bei  komplexen, zeitkritischen Entscheidungsprozessen unterstützt.

## Anwendungsfelder
Der technologische Ansatz wird in zwei Anwendungsfeldern demonstriert, die sich beide durch das Auftreten extrem großer Datenmengen auszeichnen. Im ersten Anwendungsszenario geht es um das Management von Krisen, die durch Naturkatastrophen hervorgerufen werden. Als Beispiel dient hier ein synthetisch erzeugtes Tsunami-Szenario für das Mittelmeer.
Das zweite Anwendungsszenario setzt den Fokus auf Krisensituationen, wie sie bei der Erschließung des Untergrundes durch Bohrungen auftreten können, einer für Geologen außerordentlich wichtigen, jedoch überaus teuren Aufschlussmethode. Bohrungen werden unter Verwendung von Sensornetzwerken permanent überwacht und Störungen im Bohrbetrieb frühzeitig ermittelt. Hierdurch werden Verluste und Schäden verhindert und die Sicherheit des Personals auf Bohranlagen sichergestellt.

## Projektpartner
- Helmholtz-Zentrum Potsdam Deutsches GeoForschungsZentrum (GFZ), Deutschland
- University of Southampton (IT-Innovation), Großbritannien
- Queen Mary and Westfield College, Großbritannien
- Joanneum Research Forschungsgesellschaft mbH (Joanneum), Österreich
- Fraunhofer-Gesellschaft zur Förderung der Angewandten Forschung e.V. (IOSB), Deutschland
- Thonhauser Data Engineering GmbH, Österreich
- Q-Sphere Limited, Großbritannien
- Instituto de Meteorologia, Portugal
- Alma Mater Studiorum-Universita di Bologna (UNIBO), Italien
- Boğaziçi Üniversitesi, Kandilli Observatory and Earthquake Research Institute (KOERI), Türkei

## Zahlen und Fakten
- Koordination: GFZ
- Fördernummer: 258723
- Projekttyp: Collaborative project (Large scale Integrating Project)
- Projektstart: 1. September 2010
- Laufzeit: 36 Monate
- Projektende: 31. August 2013
- Budget: 9 Millionen Euro
- EU-Förderung: 6,8 Millionen Euro